# Seis de Abril
El Seis de Abril es una localidad rural situada en el Municipio de Palmillas en el estado mexicano de Tamaulipas. Se encuentra ubicado en la parte suroeste del estado a 1395 metros sobre el nivel del mar. De acuerdo al censo del año 2020, la localidad tiene un total de 122 habitantes.

## Historia
Fue fundado el 6 de abril de 1934, por varios ejidatarios:
1. Epigmenio Villanueva
2. Leocadio Báez
3. Demesio Córdova
4. Francisco Alanís Torres
5. Pedro Pérez
6. Patricio Lugo
7. Margarito Perales
8. Reyes Villanueva
9. Ledislao Villanueva
10. Macedonio Charles Mireles
11. Simón Villanueva
12. Epifanio Escobar
13. José Charles
14. Santana Lugo
15. Margarito Álvarez
16. José Zapata
17. Epifanio Alanís Torres
18. Santiago Charles Vargas
19. Luis Sifuentes
20. Tomás Charles Vargas
21. Santos Alanís
22. Gregorio Córdova
23. Rafael Barrón
24. Macario Pérez
25. Luis Álvarez
26. Nicolás Martínez
27. Catarino Lugo
28. Emeterio Charles
29. Serafín Pérez
30. Sabás Charles

## Localización
Seis de Abril se encuentra dentro del municipio de Palmillas, al pie de la Sierra Madre Oriental, en las coordenadas 23°13′00″N 99°33′07″O / 23.21667, -99.55194, está a una altura media de 1395 metros sobre el nivel del mar.

## Clima
El clima en Seis de Abril es húmedo y subtropical. Al estar ubicado a más de 1395 metros sobre el nivel del mar, la temperatura media anual es de 17 °C. Los meses más fríos son es enero y diciembre, con 13.5 °C, mientras que los más calurosos son mayo, junio y agosto con 20.5 °C. La precipitación anual es de 517 milímetros al año. El mes más lluvioso es septiembre, con unos 104 milímetros de lluvia, mientras que enero y febrero son los meses más secos, con 17 milímetros.
| Climograma de Seis de Abril | Climograma de Seis de Abril | Climograma de Seis de Abril | Climograma de Seis de Abril | Climograma de Seis de Abril | Climograma de Seis de Abril | Climograma de Seis de Abril | Climograma de Seis de Abril | Climograma de Seis de Abril | Climograma de Seis de Abril | Climograma de Seis de Abril | Climograma de Seis de Abril |
| --- | --------------------------- | --------------------------- | --------------------------- | --------------------------- | --------------------------- | --------------------------- | --------------------------- | --------------------------- | --------------------------- | --------------------------- | --------------------------- |
| E | F                           | M                           | A                           | M                           | J                           | J                           | A                           | S                           | O                           | N                           | D                           |
| 17 19 8 | 17 21 9                     | 19 23 11                    | 28 26 13                    | 38 26 15                    | 60 25 16                    | 76 24 15                    | 76 25 16                    | 104 23 16                   | 41 22 14                    | 22 20 10                    | 19 8                        |
| temperaturas en °C • totales de precipitación en mm |                             |                             |                             |                             |                             |                             |                             |                             |                             |                             |                             |
| Conversión sistema imperial\| E \| F \| M \| A \| M \| J \| J \| A \| S \| O \| N \| D \| \| 0.7 66 46 \| 0.7 70 48 \| 0.7 73 52 \| 1.1 79 55 \| 1.5 79 59 \| 2.4 77 61 \| 3 75 59 \| 3 77 61 \| 4.1 73 61 \| 1.6 72 57 \| 0.9 68 50 \| 0.7 66 46 \| \| temperaturas en °F • totales de precipitación en pulgadas \| \| \| \| \| \| \| \| \| \| \| \| |                             |                             |                             |                             |                             |                             |                             |                             |                             |                             |                             |
| E | F                           | M                           | A                           | M                           | J                           | J                           | A                           | S                           | O                           | N                           | D                           |
| 0.7 66 46 | 0.7 70 48                   | 0.7 73 52                   | 1.1 79 55                   | 1.5 79 59                   | 2.4 77 61                   | 3 75 59                     | 3 77 61                     | 4.1 73 61                   | 1.6 72 57                   | 0.9 68 50                   | 0.7 66 46                   |
| temperaturas en °F • totales de precipitación en pulgadas |                             |                             |                             |                             |                             |                             |                             |                             |                             |                             |                             |

| E                                                         | F         | M         | A         | M         | J         | J       | A       | S         | O         | N         | D         |
| 0.7 66 46                                                 | 0.7 70 48 | 0.7 73 52 | 1.1 79 55 | 1.5 79 59 | 2.4 77 61 | 3 75 59 | 3 77 61 | 4.1 73 61 | 1.6 72 57 | 0.9 68 50 | 0.7 66 46 |
| temperaturas en °F • totales de precipitación en pulgadas |           |           |           |           |           |         |         |           |           |           |           |

## Demografía
De acuerdo al censo del año 2020, Seis de Abril tiene 122 habitantes de los cuales 66 son mujeres y 53 son hombres. En 2020 había 25 personas menores de 14 años de edad, 64 personas de entre 15 a 64 años de edad, y 33 personas mayores de 65 años de edad. El 2.46% de la población es analfabeta y el grado promedio de escolaridad es de 6.38.
| Gráfica de evolución de Seis de Abril entre 2005 y 2020 |
|                                                         |
| Instituto Nacional de Estadística y Geografía           |